# Кривец (Великосельское сельское поселение)
Кривец — деревня в Старорусском муниципальном районе Новгородской области, с весны 2010 года относится к Великосельскому сельскому поселению.
Деревня находится на Приильменской низменности на высоте 57 м над уровнем моря. Деревня расположена на левом берегу реки Туренка, на автомобильной дороге из деревни Большие Боры в Селькаву, на расстоянии 3 км от деревни Астрилово.

## Население
| 2010 | 2011 | 2012 | 2013 |
| ---- | ---- | ---- | ---- |
| 39   | ↘34  | ↗36  | ↘33  |

## История
Название деревни происходит от имени собственного Кривец (древнерусское Кривьць, современная фамилия Кривцов).
После упразднения Новгородской губернии в 1927 году, деревня — центр Кривецкого сельсовета Белебёлковского района Ленинградской области, а с 5 июля 1944 года Новгородской области. С 22 июля 1961 года в Старорусском районе. До весны 2010 года входила в ныне упразднённое Астриловское сельское поселение.

## Транспорт
Есть прямое беспересадочное пассажирское автобусное сообщение с административным центром муниципального района — городом Старая Русса (маршрут № 138, Старая Русса — Селькава). Ближайшая железнодорожная станция расположена в Тулебле.

## Люди, связанные с деревней
- В деревне родилась Проскурина, Светлана Николаевна (1948) — российский кинорежиссёр, сценарист и продюсер.